# Körber (Familienname)
Körber oder Koerber ist der Familienname folgender Personen:

## Herkunft und Bedeutung
Körber ist ein Berufsname und bezieht sich auf den Korbmacher.

## Namensträger

### A
- Adolf Viktor von Koerber (1891–1969), deutscher völkischer Schriftsteller
- Adolph von Koerber (1817–1895), preußischer Generallandschaftsdirektor
- Andreas Körber (* 1965), deutscher Historiker und Geschichtsdidaktiker
- August Körber (1905–1983), deutscher SS-Führer

### B
- Bernhard Körber (1837–1915), deutscher Gerichtsmediziner
- Boris Lwowitsch Körber (1907–1978), sowjetischer Luftfahrtingenieur

### C
- Carl Körber (1802–1883), estnischer Pastor und Schriftsteller deutschbaltischer Herkunft
- Carsten Körber (* 1979), deutscher Politiker (CDU), MdB
- Claudius Körber (* 1982), deutscher Theaterschauspieler

### D
- Daniel Körber (* 1974), deutscher Eishockeyspieler

### E
- Eberhard von Koerber (1938–2017), deutscher Manager
- Edith Koerber, deutsche Schauspielerin, Regisseurin und Intendantin
- Eduard Körber (1770–1850), deutschbaltischer Pastor und Historiker in Estland
- Erich Körber (1925–2019), deutscher Zahnmediziner, Prothetiker, Verbandsfunktionär und Hochschullehrer
- Ernest von Koerber (1850–1919), österreichischer Politiker und Ministerpräsident
- Erwin Körber (1921–2003), deutscher Politiker (DBD)
- Esther-Beate Körber (* 1957), deutsche Historikerin und Hochschullehrerin

### F
- Felix Körber (* 1993), deutscher Fußballspieler
- Friedhelm Körber (1927–2010), niedersächsischer Politiker (SPD), MdL
- Friedrich Körber (1887–1944), deutscher Ingenieur

### G
- Gerd von Koerber (1906–1983), deutscher Politiker
- Gerd Körber (* 1963), deutscher Truckrennfahrer
- Günter Körber (1922–1990), deutscher Erbauer historischer Holzblasinstrumente
- Gustav Wilhelm Körber (1817–1885), deutscher Flechtenkundler

### H
- Hans von Koerber (1886–1979), deutscher Indosinologe, Tibetologe und Hochschullehrer in den USA
- Hans-Günther Körber (1920–2008), deutscher Meteorologe
- Hans-Joachim Körber (* 1946), deutscher Manager
- Helmut Körber (Politiker), Bürgermeister von Barsinghausen von November 1986 bis Januar 1991
- Helmut Körber (Physiker) (* im 20. Jahrhundert), deutscher Physiker, Autor und Hochschullehrer
- Hilde Körber (1906–1969), österreichische Schauspielerin

### I
- Ingo von Koerber (1890–1978), deutscher Politiker (DDP/LDPD)

### J
- Joachim Körber (* 1958), deutscher Übersetzer
- Johann Theobald Körber (1806–1885), deutscher Zimmermeister und Abgeordneter
- Joseph Koerber (* 1943), französischer Geistlicher, Apostolischer Präfekt von Makokou

### K
- Karl-Heinz Körber (1918–1977), deutscher Politiker, Bremer Bürgerschaftsabgeordneter (DP)
- Kevin Körber (* 1984), deutscher Moderator, Pressesprecher, Redakteur und Podcaster
- Kurt Körber (1885–1957), deutscher Theologe, Historiker und Akademiedirektor
- Kurt A. Körber (1909–1992), deutscher Unternehmer und Mäzen

### L
- Lenka von Koerber (1888–1958), deutsche Journalistin
- Leonid Lwowitsch Körber (1903–1993), russisch-sowjetischer Funktechniker und Flugzeugtechniker
- Lili Körber (1897–1982), deutsche Schriftstellerin
- Lothar Körber, deutscher Judoka, mehrmaliger DDR-Meister
- Ludwig Körber (Admiral) (1863–1919), russischer Admiral
- Ludwig Körber (Musiker) (1910–2001), deutscher Domorganist und Orgelpädagoge

### M
- Manfred Körber (* 1962), deutscher Pastoraltheologe
- Maria Körber (1930–2018), deutsche Schauspielerin
- Martin Körber (1817–1893), deutschbaltischer Pastor und Chorleiter
- Michail Leonidowitsch Körber (* 1932), sowjetisch-russischer Chemiker und Hochschullehrer

### N
- Nick Körber (* 1996), deutscher Sänger, Schauspieler und Musicaldarsteller
- Nils Körber (* 1996), deutscher Fußballtorhüter
- Nordewin von Diest-Koerber (1885–1943), deutscher Jurist und Politiker; Abgeordneter im polnischen Sejm

### O
- Otto Körber (1886–1945), österreichischer Lehrer, Heimat- und Höhlenforscher

### P
- Paul Körber (1876–1943), deutscher Zahnarzt, Mundartdichter und -dramatiker
- Peter Körber (1911–2013), deutscher Maler und Sänger
- Peter Koerber (* 1943/1944), deutscher Industriefotograf

### S
- Scott Körber (* 1971), deutscher Politiker (CDU)
- Sebastian Körber (Politiker) (* 1980), deutscher Architekt und Politiker (FDP)
- Sebastian Körber (Radsportler) (* 1984), deutscher Radrennfahrer
- Siegfried Körber (1936–2019), deutscher Maler und Grafiker
- Stefan Körber (* 1947), deutscher Politiker (SPD)
- Susanne Körber (1932–1989), deutsche Schauspielerin

### T
- Thomas Körber (* 1956), deutscher Fußballspieler
- Till Alexander Körber (* 1967), deutsch-österreichischer Komponist, Pianist und Musikpädagoge
- Torsten Körber (* 1965), deutscher Jurist

### U
- Udelgard Körber-Grohne (1923–2014), deutsche Archäobotanikerin

### V
- Victor von Koerber (1851–1918), deutscher Landrat in Konitz und in Bergen auf Rügen

### W
- Wiktor Lwowitsch Körber (1894–1970), russisch-sowjetischer Flugzeugbauer
- Wilhelm von Körber (1826–1914), preußischer Offizier, General der Artillerie
- Wilhelm Körber (1902–1991), deutscher Maler und Kopist
- Willi Körber (1911–1986), deutscher NS-Funktionär und Jugendführer
- Wolfgang Körber (1934–2020), deutscher Architekt, Maler, Bildhauer und Hochschullehrer